# NGC 5270
NGC 5270 је спирална галаксија у сазвежђу Девица која се налази на NGC листи објеката дубоког неба.
Деклинација објекта је + 4° 15' 45" а ректасцензија 13h 42m 10,9s. Привидна величина (магнитуда) објекта NGC 5270 износи 13,7 а фотографска магнитуда 14,5. NGC 5270 је још познат и под ознакама UGC 8673, MCG 1-35-31, CGCG 45-75, PGC 48527.